# ژروینیو
ژروی لوم یائو کواسی (فرانسوی: Gervais Lombe Yao Kouassi‎؛ زاده ۲۷ مهٔ ۱۹۸۷) که عموماً با نام ژروینیو شناخته می‌شود، بازیکن فوتبال اهل ساحل عاج است.

## باشگاهی
از باشگاه‌هایی که در آن بازی کرده‌است می‌توان به لو مان، لیل، آرسنال، رم، هبی چین فورچون و پارما اشاره کرد.

## تیم ملی
وی همچنین در تیم ملی فوتبال ساحل عاج بازی کرده‌است.